# Emilio Simeón Allué Carcasona
Emilio Simeón Alluè Carcasona (Huesca, 18 febbraio 1935 – Boston, 26 aprile 2020) è stato un vescovo cattolico spagnolo naturalizzato statunitense.

## Biografia
Emilio Simeón Allué Carcasona nacque a Huesca il 18 febbraio 1935 da Domingo e Juliana.

### Formazione e ministero sacerdotale
Iniziò la formazione a casa e poi proseguì gli studi presso le scuole della Società salesiana di San Giovanni Bosco. Nel 1954 entrò nel noviziato della Società. Fu assegnato alla provincia del suo ordine con sede a New York e nel 1959 si laureò al Don Bosco College di Newton. Venne quindi inviato in Italia e completò gli studi di teologia a Torino. Il 16 agosto 1956 emise la professione solenne.
Il 22 dicembre 1966 fu ordinato presbitero. Nel 1969 conseguì il dottorato in sacra teologia presso la sede di Roma del Pontificio Ateneo Salesiano. Ritornato negli Stati Uniti fu rettore del seminario minore salesiano di Goshen dal 1972 al 1975. Nel 1974 ottenne la cittadinanza statunitense e nel 1981 conseguì un secondo dottorato in storia del cristianesimo presso la Fordham University di New York. In seguito fu parroco della parrocchia di Nostra Signora del Monte Carmelo a New Brunswick dal 1982 al 1989; parroco della parrocchia San Kieran a Miami dal 1989 al 1992; rettore del santuario mariano di Haverstraw dal 1992 al 1995 e vicario parrocchiale per il ministero ispanico della parrocchia di Maria Ausiliatrice nel Lower East Side di Manhattan dal 1995 al 1996.

### Ministero episcopale
Il 24 luglio 1996 papa Giovanni Paolo II lo nominò vescovo ausiliare di Boston e titolare di Croe. Ricevette l'ordinazione episcopale il 17 settembre successivo nella cattedrale della Santa Croce a Boston dal cardinale Bernard Francis Law, arcivescovo metropolita di Boston, co-consacranti l'arcivescovo metropolita di Newark Theodore Edgar McCarrick e il vescovo di Green Bay Robert Joseph Banks.
Prestò servizio come vescovo regionale per la regione occidentale dal 1996 al 2000; vescovo regionale per la regione di Merrimack dal 2000 al 2010 e vicario episcopale per l'apostolato ispanico dal 2008 al 2010.
Nel 2002 monsignor Allué fu citato in una causa per abuso sessuale. L'accusatore sostenne che nel 1972, quando era rettore del seminario minore salesiano, Allué aveva ignorato accuse credibili di abusi da parte di sacerdoti. Fu accusato anche di avere espulso uno studente piuttosto che affrontare il presunto aggressore.
Il 30 giugno 2010 papa Benedetto XVI accettò la sua rinuncia all'incarico per raggiunti limiti di età.
Si trasferì quindi nella canonica della parrocchia di Santa Teresa d'Avila a West Roxbury e fu un prezioso collaboratore dell'allora parroco monsignor William M. Helmick, fino a quando entrambi si trasferirono alla Residenza Regina Cleri alla fine del 2018.
Morì al St. Elizabeth Hospital di Boston il 26 aprile 2020 all'età di 85 anni per COVID-19. La salma fu benedetta in forma strettamente privata a causa della pandemia di COVID-19 all'esterno della cattedrale della Santa Croce a Boston dal cardinale Sean Patrick O'Malley. Al termine del rito fu sepolto nel cimitero salesiano di Goshen.

## Opere
- (EN) The image of Mercy, Peace Through Mercy Publishing, 1996,  p. 112, ISBN 9780965523103.

## Genealogia episcopale
La genealogia episcopale è:
- Cardinale Scipione Rebiba
- Cardinale Giulio Antonio Santori
- Cardinale Girolamo Bernerio, O.P.
- Arcivescovo Galeazzo Sanvitale
- Cardinale Ludovico Ludovisi
- Cardinale Luigi Caetani
- Cardinale Ulderico Carpegna
- Cardinale Paluzzo Paluzzi Altieri degli Albertoni
- Cardinale Gaspare Carpegna
- Cardinale Fabrizio Paolucci
- Cardinale Francesco Barberini
- Cardinale Annibale Albani
- Cardinale Federico Marcello Lante Montefeltro della Rovere
- Vescovo Charles Walmesley, O.S.B.
- Arcivescovo John Carroll, S.I.
- Vescovo Benedict Joseph Flaget, P.S.S.
- Arcivescovo Martin John Spalding
- Cardinale James Gibbons
- Vescovo Edward Patrick Allen
- Vescovo Richard Oliver Gerow
- Vescovo Joseph Bernard Brunini
- Cardinale Bernard Francis Law
- Vescovo Emilio Simeón Allué Carcasona, S.D.B.